# 甘英
甘 英 （かん えい、生没年不詳）は、後漢の人物。字は崇蘭。ローマに派遣された中国の軍事大使であり、97年、西域都護であった班超の命によって、当時大秦と呼ばれていたローマとの国交を開く任務を託された。彼は、7万人の規模を持った班超の遠征軍の一員であり、甘英は軍と共に、パルティア王国の西の国境まで到達した。

## 概説
甘英はおそらくローマには到達しなかったと考えられるが、古代中国の史書に記録された人物としては西方へ最も遠く到達した者であるとされる。
後漢（25年-220年）の歴史を記した『後漢書』西域伝・安息伝の記述によれば：
「和帝の永元九年（紀元97年）、班超はその副官である甘英を「西の海」の海岸と、途上の諸地域へと派遣した。これ以前の時代には、誰もこれらの地域に到達した者はおらず、『山海経』にも詳細は記述されていなかった。甘英は探検旅行で知ったすべての国々について、その慣習や地勢に関する報告書を作成した。」

その路程についてはまた以下のように記述されている。なお、條支とは条支国のことである。
甘英はローマ（大秦国）についての報告を残している。
「大秦国は又の名は廣鞬（コウケン）と言い、もしくは海の西側にあることを持って海西国とも言う。その版図は何千里にも渡る領域に及び（1里はおよそ500メートルほどである）、城壁で囲まれた400を越える都市を含む。数十の小国が臣従している。都市の外壁は石造りである。駅伝制度が確立されている。松やイトスギなどの植物が繁衍している。」
ローマの政治体制、国民性や特産品などについても記述が残されている：
「王については、世襲で決まっているのではなく、もっとも資質に適う者が選ばれている。この国の人々は皆器が広く正直者で、中国と似ており、ゆえに大秦（秦のような大国の意）と呼ばれている。土地からは、多くの金や銀、また、夜光の玉を含む様々な珍しい宝石が産出する。人々は多彩な色を持つタペストリーやダマスクを造るため、金糸を使って刺繍した布繊維を縫う。金塗装した布や「火浣布（炎で洗った布）」（アスベスト）を造る。（漢において）外国から齎されたと思われる類稀なる物品の数々はこの国においてもどれ一つ足りないものはない。」

## 到達しなかった理由
後漢書の西域伝・安息伝はこう記載する。
：「和帝永元九年，都護班超遣甘英使大秦，抵條支。臨大海欲度，而安息西界船人謂英曰：「海水廣大，往來者逢善風三月乃得度，若遇□風，亦有二歳者，故入海人皆継三歳糧。海中善使人思土戀慕，數有死亡者。」英聞之乃止。」（和帝の永元9年西域都護の班超は甘英を大秦への使者とし、條支（位置については諸説ある）を経て、大海（同上の注）に到着して渡ろうとした。安息国の西の国境の船乗りは甘英に言った。「海水は広大で、往来する者は、もし良い風に会えば三カ月で着く。もし遅い風が吹けば2年間かかる。ゆえに海に入る者は3年分の食料を用意する。また海中には人に故郷を恋慕させるものがいて、数多くが死ぬ。」甘英はこれを聞き断念した。）
当時安息国は漢とローマの中継地点に当たり、漢朝とローマの絹と絹織物交易から、利益を得ていた。もし漢がローマと直接交易路を結べば、その利益が損なわれてしまうと考えていたのかもしれない。そこで安息人は甘英にシリアの陸路を示さず、航海の困難と恐怖を煽った。この一言により、甘英は航海を断念し、西海から帰還しローマに辿りつけなかった。
「海中善使人思土戀慕」をギリシア神話のセイレーンではないかという学者がいる。
「晋書・四夷伝・西戎伝附大秦国伝」にはやや異なる記述がある。
：漢時都護班超遣甘英使其國。入海，船人曰：「海中有思慕之物，往者莫不悲懷。若漢使不戀父母妻子者可入。」英不能渡。
（漢の時代に西域都護の班超が甘英をその国に使者として派遣した。海に入る時に、船乗りは言った。「海の中に恋しく思わせるものが居る。行くもので悲しまない者はない。もし漢の使者の中に父母や妻子が恋しくないものが居れば入れる。」甘英は渡れなかった。）
甘英は内陸出身であり、彼は航海について知識が乏しく、これが安息人の誇張した航海の危険を鵜呑みにし、安息で足を止めた理由かもしれない。